# Anglet olympique rugby club
Maillots
Actualités
L'Anglet olympique rugby club est un club français de rugby à XV basé à Anglet dans les Pyrénées-Atlantiques, créé en 1946.
Il évolue actuellement en Nationale 2.

## Historique
Le club est créé en 1946 sous le nom de l'Union sportive blancpignonnaise, renommé en 1954 en Anglet olympique. En 1995, la section de rugby à XV de l'Anglet olympique quitte le club omnisports et devient officiellement l'Anglet olympique rugby club.
En mai 2015, l'AORC obtient son accession pour la Fédérale 1 contre le Stade hendayais en 8e de finale aller-retour de Fédérale 2.
En 2022, le club est promu dans le nouveau championnat de Nationale 2.

## Identité visuelle

### Logo
Le club, souhaitant redonner « un coup de jeunesse » à son identité visuelle, dévoile un nouveau logo lors de l'intersaison 2016.

Évolution du logo
Ancien logo.
Ancien logo abandonné en 2016.
Logo depuis 2016.

## Palmarès
- Championnat de France Honneur :
  - Champion : 2002[4].
- Championnat de France de 1re série :
  - Champion : 2001[4].
- Championnat de Côte basque Honneur :
  - Champion : 1990, 1995, 1997[4].
- Championnat de Côte basque 1re série :
  - Champion : 1989, 2001[4].